# امرنت بنک آرنا
امرنت بنک آرنا (انگلیسی: Amerant Bank Arena) بزرگ‌ترین مجموعه ورزشی سرپوشیده در ایالت فلوریدا، ایالات متحده آمریکا است.
این مجموعه ورزشی که در سال ۱۹۹۸ تأسیس شده شامل سالن بسکتبال، هاکی روی یخ، فوتبال داخل سالن، چهار سالن کنسرت و یک سالن تئاتر است.

## نگارخانه

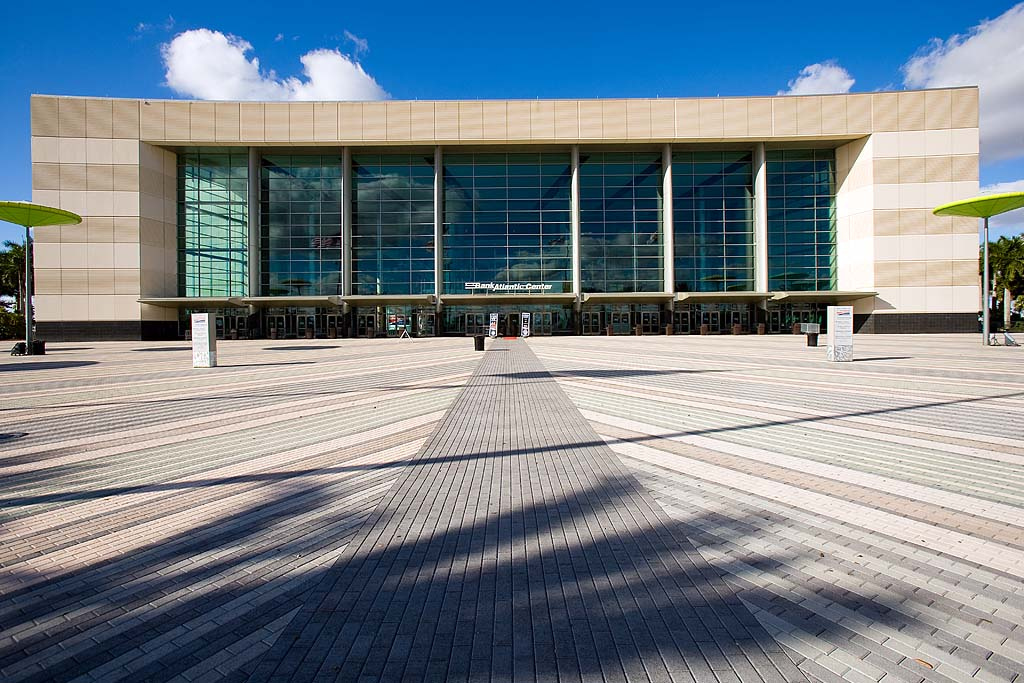
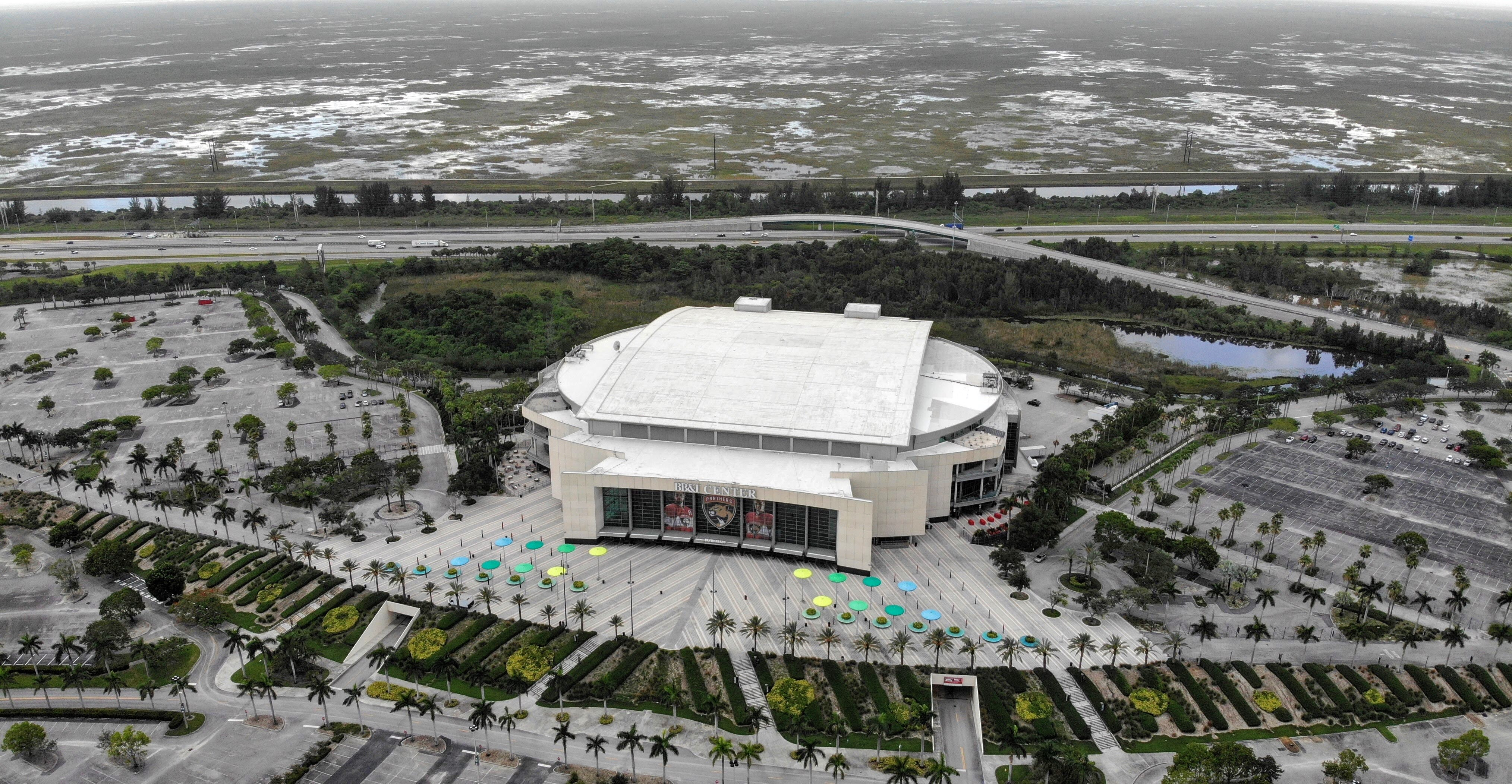
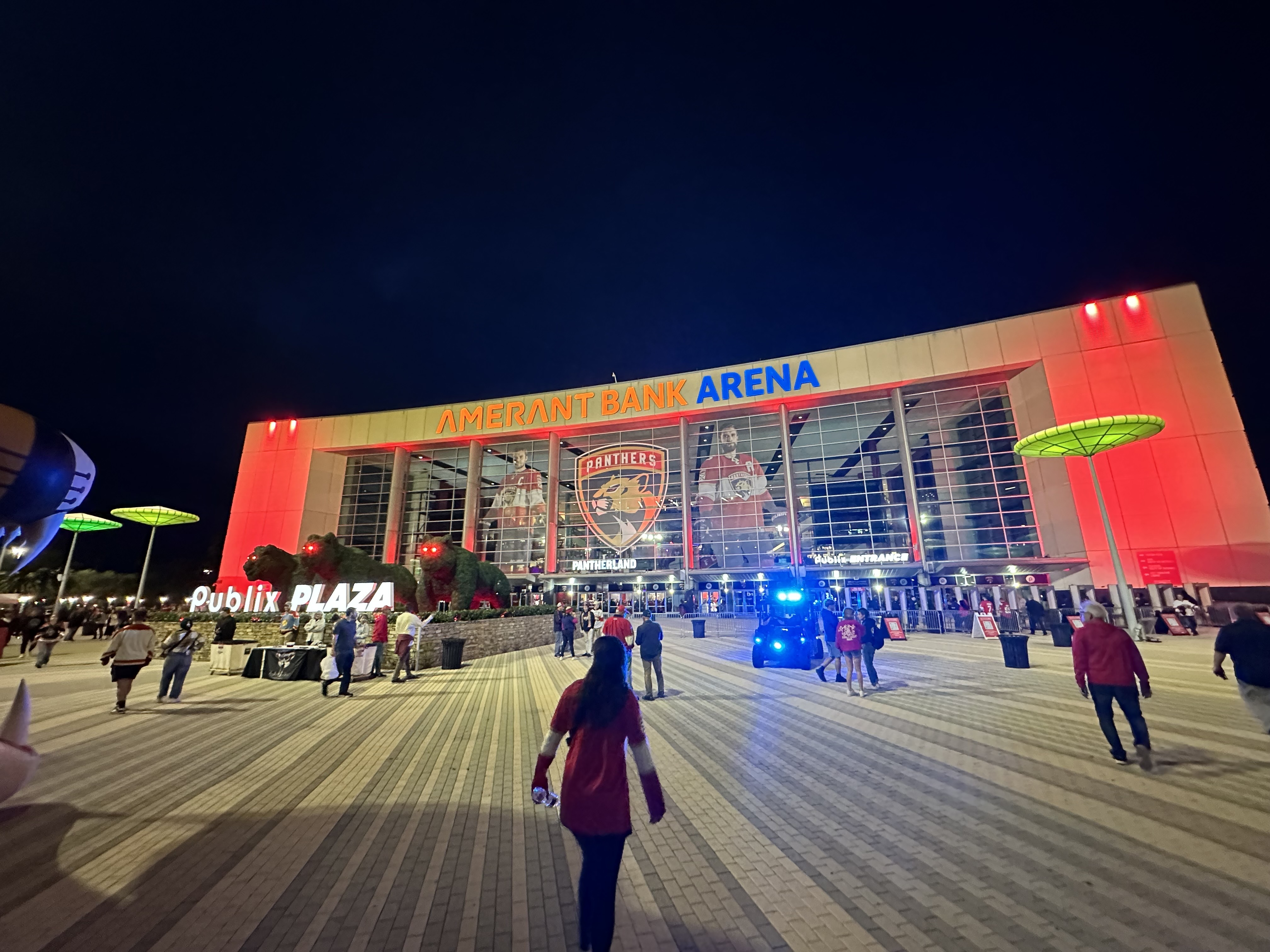
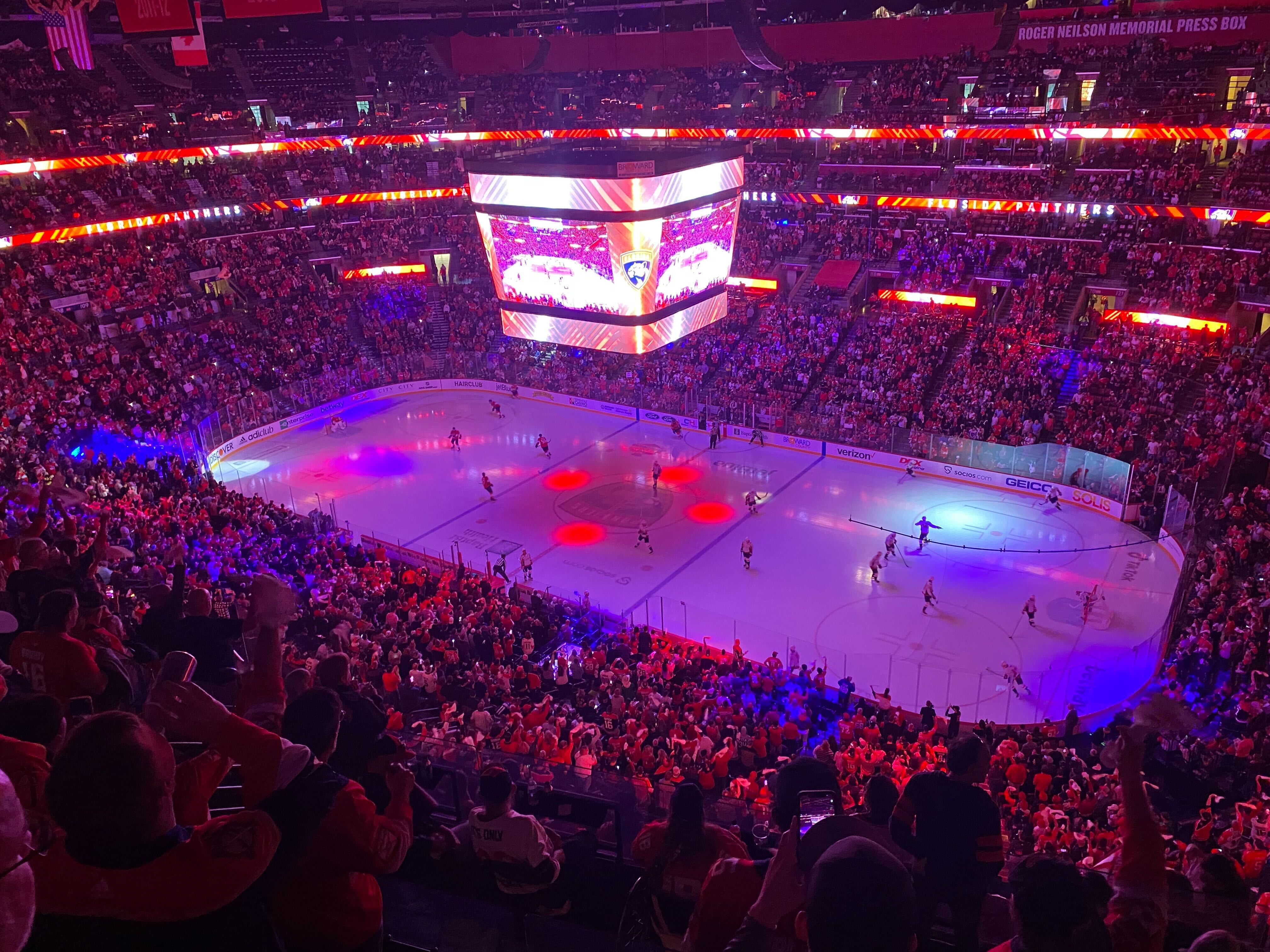